# Hannoël
Hannoël ou Noëloucca (entre autres variantes, dont Noëlouka, Noëloukka ou Noëlukkah, dérivée de l'anglais Chrismukkah) est une fête hybride entre la fête de Noël et la fête juive de Hanoucca, qui sont célébrées à la même période. Hannoël est fêté par des familles juives qui célèbrent Noël comme une fête culturelle sécularisée ou comme une fête ironique de substitution.  

## Histoire
Hanoucca est une fête juive d'institution rabbinique (elle ne figure pas dans la Bible hébraïque) commémorant la libération du temple de Jérusalem vers 165 av. J.-C. par les Maccabés contre l'empire grec des Séleucides, la réinauguration de l'autel des offrandes dans le Second Temple de Jérusalem, et le miracle de la fiole d'huile. Elle est fêtée pendant huit jours, fin décembre à une date variable selon le calendrier hébraïque. Pour nombre de familles juives, elle est devenue un substitut de Noël, et les enfants reçoivent des cadeaux.
Noël, anniversaire de Jésus de Nazareth, n'est pas fêtée par les premières communautés chrétiennes, souvent issues des communautés juives. La date du 25 décembre ne figure pas dans la Bible et les Évangiles. Lorsque le Christianisme devient la religion officielle de l'Empire romain à la fin du IVe siècle, l’Église christianise les fêtes païennes du solstice d'hiver, comme les Saturnales, Sol invictus ou encore Yule (bien que la naissance de Jésus serait fêtée à Rome le 25 décembre depuis au moins 204 selon le Commentaire sur Daniel d'Hippolyte de Rome, plus ancien témoignage chrétien connu sur la date de Noël). Elle intègre progressivement à Noël des traditions non-bibliques, telles que le sapin de Noël ou le Père Noël. Certains chrétiens protestants puritains, au XVIe siècle, décident pour cette raison de ne pas célébrer Noël,.
Avec la modernité, la sécularisation et la déchristianisation de la société occidentale conduisent à un nouveau déphasage entre Noël et le Christianisme. De même que les athées et agnostiques fêtent Noël, certains Juifs décident de célébrer Noël comme une fête culturelle,. Dans les années 1990, la série Friends présente les personnages juifs Ross et Monica célébrant Noël avec leurs amis non-juifs, comme de nombreux foyers juifs américains contemporains.
Le terme Chrismukkah est popularisé à partir de décembre 2003 par la série télévisée américaine Newport Beach, dans laquelle le personnage Seth Cohen évoque cette fête familiale, issue de son foyer interconfessionnel avec un père juif et une mère protestante. De 2003 à 2007, différents épisodes sont déclinés sur cette idée durant les quatre saisons. En décembre 2004, Time Magazine classe « Chrismukkah » comme l’un des buzzwords de l'année. En 2005, le fondateur de Chrismukkah.com, Ron Gompertz, écrit un livre humoristique de recettes de Hannoël appelé Chrismukkah ! The Merry Mish-Mash Holiday Cookbook, suivi de Chrismukkah – Everything You Need to Know to Celebrate the Hybrid Holiday,.

## Étymologie
Chrismukkah est un mot-valise, contraction de Christmas et Hanukkah. Il est traduit en français par Noëloucca (ou autres variantes, dont Noëlouka, Noëloukka, ou Noëlukkah en version anglicisée) ou encore par Hannoël.